# لويس أليوت
لويس اليوت (بالفرنسية: Louis Aliot) ‏(4 سبتمبر 1969 في تولوز -) سياسي فرنسي، وعضو الجمعية الوطنية الفرنسية منذ 21 يونيو 2017، كما كان عضوًا في البرلمان الأوروبي منذ 2014 حتى 2017.